# 9592 Clairaut
9592 Clairaut è un asteroide della fascia principale. Scoperto nel 1991, presenta un'orbita caratterizzata da un semiasse maggiore pari a 2,8334111 UA e da un'eccentricità di 0,0759462, inclinata di 1,12713° rispetto all'eclittica.